# Wyoming Highway 74
Der Wyoming Highway 74 (kurz: WYO 74) ist eine kurze, nicht-offizielle State Route in Saratoga im US-Bundesstaat Wyoming. Die Straße mit einer Länge von 0,21 km die kürzeste State Route in Wyoming und ist auch als East Bridge Avenue bekannt.

## Route
Der WYO 74 beginnt am Wyoming Highway 130 und verläuft als Bridge Avenue nach Osten. Die Zufahrten und die Brücke über den North Platte River werden vom Wyoming Department of Transportation gewartet. Der Highway 74 endet an der County Route 504.

## Geschichte
Der Wyoming Highway 74 war einst Teil des Wyoming Highway 130 zwischen Saratoga und Ryan Park.

## Belege
1. 1 2 3  AARoads: Wyoming State Route Log: 1 through 99. Abgerufen am 19. September 2021 (amerikanisches Englisch).